# Ludolf Wienbarg
Ludolf Wienbarg (Altona, 1802. december 25. – Schleswig, 1872. január 8.) német író.

## Élete
Ludolf Wienbarg egyszerű körülmények között nőtt föl, apja kovács volt. 1822-től 1825-ig tanult teológiát Kielben, majd 1828–29-ben filológiát és filozófiát Bonnban és Marburgban. 1830-ban ismerkedett meg Heinrich Heinével, példaképével és elkezdett írni. 1834-ben vendégprofesszor volt a kieli Albrechts-Christian Egyetemen, a nyomtatásban is megjelent előadásait a „junges Deutschland” mozgalomnak ajánlotta, de emiatt 1835-ben a Német Szövetség mint politikai hatalom megtiltotta a további publikálást. 1835 novemberében menekült egy évre Helgolandra. 1840-től 1842-ig a Deutsches Literaturblatt irodalmi újság szerkesztője volt.
Később a Schleswig-Holsteinnel kapcsolatos német–dán konfliktusok foglalkoztatták, és ellenezte az alnémet nyelv irodalmi nyelvi használatát. 1868-ban a Schiller-alapítványtól nyugdíjat kapott, de a súlyosan zavart állapotú költő egy schleswigi elmegyógyintézetben hunyt el.
Wienbarg irodalmi tevékenysége a Heinével való találkozás után útirajzokkal kezdődött, de írásainak legnagyobb része politikai publicisztika, illetve irodalomkritika és esztétikai írások. Fő műve az „Aesthetische Feldzüge”, a junges Deutschland első programja, melyben kritizálja a régi restaurációs politikát és a nemzet újjászületésében reménykedik, mindenekelőtt a prózában lát lehetőséget arra, hogy a művészet hatást gyakoroljon a mindennapi életre.

## Legfontosabb művei
- Paganini's Leben und Charakter, 1830
- Holland in den Jahren 1831 und 1832, 1833
- Aesthetische Feldzüge, 1834
- Wanderungen durch den Thierkreis, 1835
- Zur neuesten Literatur, 1835
- Tagebuch von Helgoland, 1838
- Die Dramatiker der Jetztzeit, 1839
- Der dänische Fehdehandschuh, aufgenommen von Ludolf Wienbarg, 1846
- Darstellungen aus den schleswig-holsteinischen Feldzügen, 1850-51
- Das Geheimnis des Wortes, 1852
- Die plattdeutsche Propaganda und ihre Apostel, 1860